# 선민
선민(選民)은 특정민족이나 집단이 신(神)이나 신적 존재에게 선택되어 다른 민족에 비해 우월한 지위를 가진다고 믿는 민족이다. 그러한 믿음을 선민의식 또는 선민사상이라고 한다.
이스라엘 민족은 특별히 하나님으로부터 선택된 민족이라는 사상이다. 이것은 이스라엘인의 신관(神觀)이 보편적으로 됨에 따라서 생겨났고 또 이미 예언자 아모스에 의해서도 이러한 사상을 엿볼 수 있다. 이러한 사상이 가장 잘 표현되어 있는 것은 <신명기(申命記)> 7장 7절이다. "그대들의 신 주님은 지상에 있는 모든 백성 가운데서 그대들을 선택하여 주님의 보배로운 백성으로 삼았다"고 한 구절이다. 이것은 선조에 대한 약속을 지키기 위한 것이며 그들에 대한 애정의 표시이기도 하다. 따라서 하나님을 사랑하며, 그 명하는 바에 따르는 자에게는 은총이 내리고 미워하는 자에게는 벌을 내린다고 하였다. 그리스인들이 그들 스스로를 헬레네스라 칭하고 바르바로이(異民族)와 구별한 것과 같이 이스라엘 사람들은 타민족을 이방인(異邦人)으로 생각하고 선민(選民)인 자기들과는 본질적으로 다른 것으로 생각하였다. 이것은 민족중심사상(ethnocentrism)의 한 예이다. 국토를 잃고 세계 각지에 이산(離散)된 유태인의 마음 속에는 언제나 이 사상이 들어 있었으며, 그들의 전통을 지켜나가는 힘이 되었었다.

## 같이 보기
- 유대교
- 우생학
- 제국주의
- 오리엔탈리즘
- 인종차별